# くろしお (潜水艦・初代)
くろしお（ローマ字表記: JDS Kuroshio、SS-501, YAC-18）は、日本海上自衛隊の通常動力型潜水艦。アメリカ合衆国からの貸与艦で、元ガトー級潜水艦ミンゴ (USS Mingo, SS-261)。海上自衛隊が運用した潜水艦の中では唯一の外国艦であった。艦名は黒潮から由来し、この名を受け継いだ日本の艦艇としては、旧海軍の陽炎型駆逐艦「黒潮」に続き2代目にあたる。

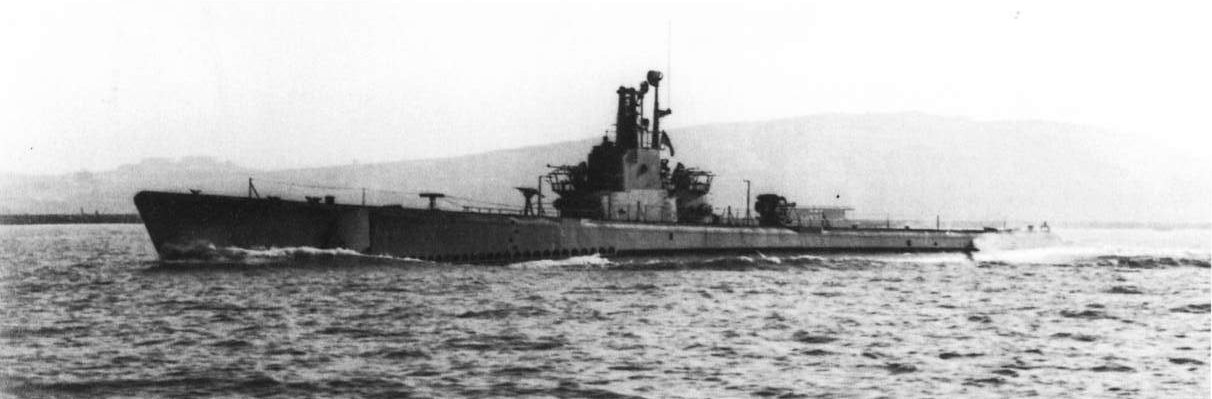
米海軍「ミンゴ（Mingo）」当時の姿

## 概要
1954年に海上自衛隊が発足すると、第二次世界大戦の教訓を元に、シーレーンの保護、とりわけ対潜作戦を重視して整備されていった。発足当初、対潜訓練はアメリカ海軍の潜水艦を派遣してもらう形で行われていたが、次第に自前の訓練艦の必要性が高まり、潜水艦の貸与をアメリカに強く要請した。
要請を受けたアメリカ海軍は日米艦艇貸与協定により、ガトー級潜水艦1隻を日本に貸与することとなった。1954年12月、潜水艦の受領及び回航のための訓練派遣隊が編成された。派遣隊員は旧海軍の潜水艦乗員を中心に選抜され渡米し、米軍による教育及び訓練を受けた。貸与されることとなった潜水艦「ミンゴ」は1943年に竣工し、対日戦に活躍したのち、1953年以降メア・アイランド海軍造船所にてモスボールされていたが、1955年5月20日に再就役した。同年8月15日、サンディエゴ米海軍基地において引渡式が行われ、「ミンゴ」は米海軍籍を離れて日本側に引き渡され「くろしお」と命名された。「くろしお」は同日付で横須賀地方隊に編入された。1ヶ月半の訓練を受けた後、日本に向けて出航したが、航海中も毎日訓練を行うなど、その熱心さに乗艦していたアメリカ軍関係者も驚いたという。「くろしお」は、同年10月24日、横須賀に入港した。
「くろしお」は、モスボール艦の貸与だったため、ガピー改装はもとより、シュノーケルすら装備されていなかったが、「おやしお」が就役するまで1隻で対潜訓練の目標、潜水艦の乗員の教育・訓練に活躍した。
1956年3月31日、自衛艦隊に直轄艦として編入。
1958年6月、新三菱重工神戸造船所（現・三菱重工業神戸造船所）で艦橋構造物の改正工事を行い、艦橋前部のシガレットデッキを廃止して艦橋を大型化した。これが本艦のトレードマークとなった。
1962年5月1日、呉地方隊に編入。同年8月1日、呉地方隊隷下に第1潜水隊が新編され、編入された。
1965年2月1日、自衛艦隊隷下に第1潜水隊群及びその隷下の第2潜水隊が新編され「おやしお」とともに編入された。
1966年3月31日、保管船（YAC-18）に区分変更。保管船となるまで海上自衛隊初めての潜水艦として対潜訓練の目標及び潜水艦要員養成並びに教務協力などに従事した。区分変更後も係留訓練に使用されている。
1970年8月15日、除籍され米国に返還された。米国に返還後もしばらく呉に係留されたままであったが、佐世保市のスクラップ業者に売却され1972年2月、佐世保市白岳町に運ばれ同地で解体された。
「くろしお」から得た技術はその後の潜水艦開発に生かされた。

## 登場作品
『潜水艦イ-57降伏せず』『太平洋の翼』など、60年代の戦争映画にも、旧海軍の潜水艦役で数多く"出演"している。また小沢さとるの漫画・サブマリン707に登場する主役潜水艦の「SS-707うずしお」のモデルになる。